# Marquês de Dorset
O título Marquês de Dorset foi criado três vezes no Pariato da Inglaterra . Foi criado pela primeira vez em 1397 para John Beaufort, 1.º Conde de Somerset, mas ele perdeu o título dois anos depois. Foi então criado em 1442 para Edmund Beaufort, 1.º Conde de Dorset, que foi nomeado Duque de Somerset em 1448. Essa criação foi alcançada em 1463.
Foi criado pela terceira vez em 1475 para Thomas Grey, 1.º Conde de Huntingdon, que então renunciou ao condado. O Marquês possuía o título subsidiário de Barão Ferrers de Groby (1299). O terceiro marquês foi nomeado Duque de Suffolk em 1551, mas foi elevado ao posto em 1554 e todos os títulos de nobreza foram perdidos.

## Marqueses de Dorset, primeira criação (1397)
Outros títulos: Marquês de Somerset (1397) e Conde de Somerset (1397)
- John Beaufort, 1.º Marquês de Dorset (falecido em 1410), filho legítimo mais velho de João de Gante, 1.º Duque de Lancaster, ele próprio o terceiro filho sobrevivente de Eduardo III, foi degradado em 1399 por Henrique IV Bolingbroke por seu papel como contra-apelante de Ricardo II

## Marqueses de Dorset, segunda criação (1443)
- ver Duque de Somerset, segunda Criação

## Marqueses de Dorset, terceira criação (1475)
Outros títulos: Barão Ferrers de Groby (1299)
- Thomas Grey, 1.º Marquês de Dorset (1451–1501) era enteado de Eduardo IV
- Thomas Grey, 2.º Marquês de Dorset (1477–1530), filho do 1º Marquês
- Henry Grey, 3.º Marquês de Dorset, 1.º Duque de Suffolk (1517–1554), filho mais velho do 2.º Marquês, foi criado Duque de Suffolk em 1551. Ele foi considerado culpado de traição, processado e teve todas as suas honras perdidas em 1554.